# Bầu cử Hoa Kỳ 2018
Cuộc bầu cử Hoa Kỳ 2018 được tổ chức vào thứ Ba, ngày 6 tháng 11 năm 2018, ngoại trừ 1 số cuộc bầu cử đặc biệt nhất định. Tất cả các cuộc bầu cử này, dù là cho các văn phòng liên bang, tiểu bang, hoặc địa phương, đều được quản lý bởi chính quyền tiểu bang và địa phương cá nhân thay vì ở cấp quốc gia hoặc liên bang. Những cuộc bầu cử giữa kỳ này diễn ra giữa nhiệm kỳ đầu tiên của Tổng thống Hoa Kỳ thuộc đảng Cộng hòa Donald Trump. Tất cả 435 ghế trong Hạ viện Hoa Kỳ và 35 trong số 100 ghế trong Thượng viện Hoa Kỳ được bầu chọn kỳ này. Ngoài ra, 39 người đứng đầu tiểu bang và lãnh thổ (thống đốc 36 tiểu bang và 3 vùng lãnh thổ) cũng như nhiều cuộc bầu cử người đứng đầu tiểu bang và địa phương khác cũng được bầu.

## Các vấn đề

### Chiến dịch

#### Quảng cáo và các vấn đề
Cuộc bầu cử giữa nhiệm kỳ năm 2018 có phạm vi rộng hơn và số lượng quảng cáo chiến dịch lớn hơn so với các cuộc bầu cử giữa nhiệm kỳ kế trước đó. Gần một nửa số quảng cáo của đảng Dân chủ tập trung vào chăm sóc sức khỏe, đặc biệt là bảo vệ Đạo luật Bảo vệ Bệnh nhân và Chăm sóc Sức khỏe Hợp túi tiền (Obamacare) và giữ sự bảo vệ cho các cá nhân có điều kiện từ trước. Gần 1 phần 3 quảng cáo của đảng Cộng hòa tập trung vào thuế, đặc biệt là Đạo luật về cắt giảm thuế và việc làm năm 2017. Theo một báo cáo của CNN, "Cho đến nay trong Hạ viện, Thượng viện và các cuộc thống đốc trong năm nay, hơn 124 triệu đô la đã được chi cho hơn 280.000 điểm quảng cáo truyền hình liên quan đến nhập cư... đó là hơn năm lần số tiền chi tiêu trong 2014 giữa kỳ, khi khoảng 23 triệu đô la đã được chi cho ít hơn 44.000 điểm.”
Vào tháng 10 năm 2018, The New York Times và The Washington Post đã báo cáo rằng trọng tâm chính của thông điệp của đảng Cộng hòa là vì sợ hãi về di cư và chủng tộc. Theo tờ Washington Post, Trump "đã định cư theo 1 chiến lược sợ hãi - kết hợp với những lời dối trá và lời nói rùng rợn phân biệt chủng tộc - để giúp nâng cao đảng của mình để chiến thắng trong giai đoạn giữa, 1 phần của nỗ lực rộng lớn hơn để tiếp thêm sinh lực cho các cử tri đảng Cộng hòa." Tờ New York Times đã viết: "Ông Trump và các đảng Cộng hòa khác đang khăng khăng tìm cách buộc các đảng viên Dân chủ vào tội nhập cư và bạo lực, và trong 1 số trường hợp vào mùa hè và mùa thu, họ đã tấn công các ứng cử viên thiểu số trong các điều khoản chủng tộc trần truồng." Ngôi sao báo cáo rằng khi các cuộc bầu cử giữa nhiệm kỳ tiếp cận, Trump đã sử dụng "1 trận bão của sự sợ hãi và dối trá, nhiều người trong số họ là những người da trắng sẫm màu hơn."

#### Tổng thống Trump và vận động viên chức
Vào tháng 5 năm 2018, Tổng thống Trump đã bắt đầu nhấn mạnh nỗ lực của mình để vượt qua sức mạnh truyền thống của đảng không phải tổng thống trong cuộc bầu cử giữa nhiệm kỳ, với "ưu tiên hàng đầu cho Nhà Trắng [đang nắm giữ] đa số đảng Cộng hòa trong Thượng viện". Vào tháng 5, trong một chuyến đi đến Texas để gây quỹ Houston nhắm vào giữa kỳ, ông cũng tổ chức một bữa tiệc gây quỹ ở Dallas vào năm 2020. Vào đầu tháng 8, các nỗ lực trung hạn của tổng thống đã bao gồm các cuộc biểu tình ở Ohio, Pennsylvania, Florida, Montana và các nơi khác "reprising phong cách và hùng biện của chiến dịch năm 2016 của mình". Đảng Dân chủ "cần phải lật 23 chỗ ngồi để nắm bắt búa của người nói", USA Today đã nói. Tổng thống đang giải quyết nền kinh tế, bức tường biên giới, "cuộc chiến thương mại", "không tin bất cứ điều gì" và lực lượng vũ trụ trong các cuộc biểu tình, theo báo cáo.